# Ялово (Августівський повіт)
Ялово (пол. Jałowo) — село в Польщі, у гміні Ліпськ Августівського повіту Підляського воєводства.
Населення — 60 осіб (2011).
У 1975-1998 роках село належало до Сувальського воєводства.

## Демографія
Демографічна структура станом на 31 березня 2011 року:
|          | Загалом | Допрацездатний вік | Працездатний вік | Постпрацездатний вік |
| -------- | ------- | ------------------ | ---------------- | -------------------- |
| Чоловіки | 33      | 4                  | 20               | 9                    |
| Жінки    | 27      | 1                  | 13               | 13                   |
| Разом    | 60      | 5                  | 33               | 22                   |